# Björn Finnvidsson
Björn Finnvidsson, levde på 1000-talet och var odalbonde på Älgesta gård i Uppland i Sverige, nära Arlanda och ungefär en kilometer norr om Husby-Ärlinghundra kyrka.
På gården lät han resa runstenen med följande text: 
Björn, Finnvids son, lät resa stenen till minne av sig själv.
Björn, Finnvids son, finns nämnd på flera runinskrifter, bl.a. på Norahällen, där också hans bror Olev nämns.